# Bogd Han uul
Il  Bogd Han uul (mongolo: Богд хан уул), o Bogd Khan Uul, è una montagna in Mongolia che domina da sud, con i suoi 2.256 m, la capitale Ulan Bator.

## Storia
Il Bogd Han è una montagna sacra ed è inserita (assieme al Burhan Haldun e al Otgon Tenger) nella lista provvisoria del Patrimonio dell'umanità dell'UNESCO. L'intera area del monte è compresa nel Parco Nazionale Bogd Han. Sul versante sud, a 5 km da Zuunmod, si trova il monastero buddista di Manzušri Hiid (Манзушри Хийд), conosciuto anche come Manzshir Khiid, fondato nel 1773 e recentemente restaurato dopo essere stato distrutto nel 1937.